# جائزة أفضل لاعب كرة قدم في العالم 1997

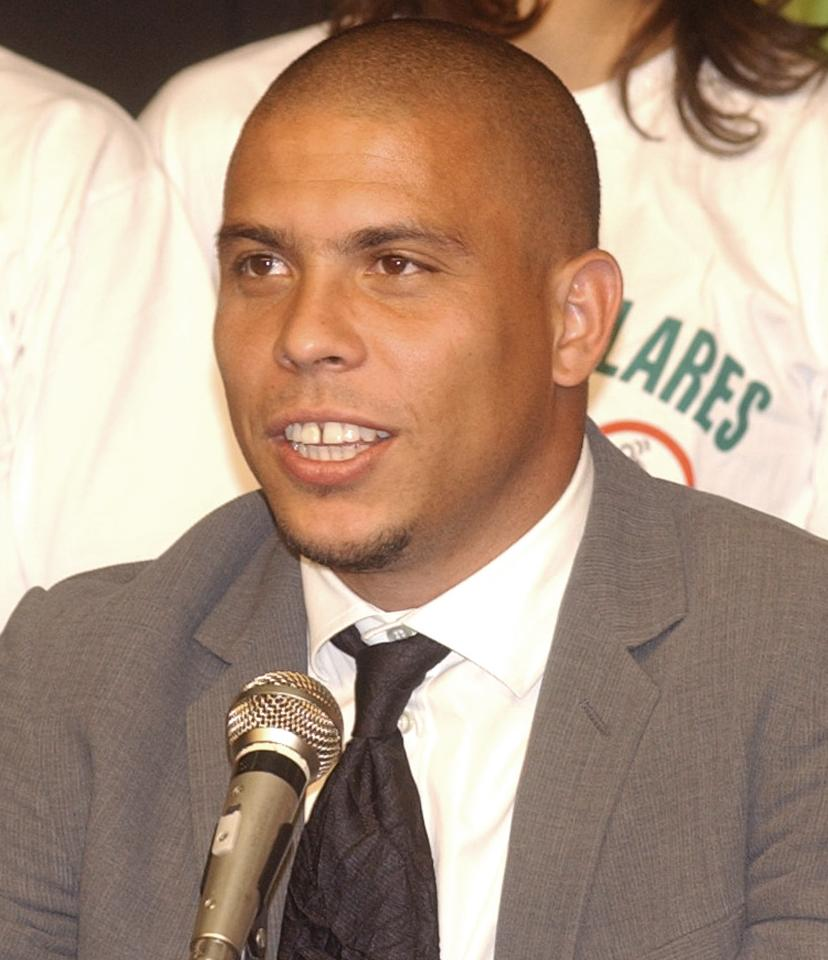

فاز بجائزة أفضل لاعب كرة قدم في العالم 1997 البرازيلي رونالدو.